# Blåmjölkig storskål
Blåmjölkig storskål (Peziza saniosa) är en svampart som beskrevs av Schrad. 1799. Blåmjölkig storskål ingår i släktet Peziza och familjen Pezizaceae.  Arten är reproducerande i Sverige. Inga underarter finns listade i Catalogue of Life.